# James Lovelock
James Ephraim Lovelock, född 26 juli 1919 i Letchworth Garden City, Hertfordshire, död 26 juli 2022 i Abbotsbury, Dorset, var en brittisk författare, biokemist och uppfinnare. Han är mest känd för att 1972 ha presenterat Gaiahypotesen, som därefter utvecklades till Gaiateorin och som postulerar att Jorden fungerar som ett självreglerande system.

## Biografi
Lovelock var son till Tom Arthur Lovelock och hans andra hustru Nellie Annie Elizabeth, född March. Han växte upp som kväkare och indoktrinerades med tanken att "Gud är en stilla, liten röst inom en, snarare än någon mystisk gammal gentleman långt ut i universum", vilket han tyckte var ett användbart sätt att tänka för uppfinnare, men slutade så småningom som icke-religiös. Familjen flyttade till London, där hans motvilja mot auktoriteter gjorde honom, enligt egen utsago, till en olycklig elev på Strand School.
Lovelock hade först inte råd att gå på universitetet, något som han tror hjälpte till att förhindra att han blev överspecialiserad och hjälpte utvecklingen av Gaia-teorin.
Lovelock gifte sig med Helen Hyslop 1942 och de fick fyra barn och bodde tillsammans fram till 1989 då Helen dog av multipel skleros. Han träffade sin andra hustru, Sandy, först vid 69 års ålder. Lovelock tror att "du skulle tycka att livet för mig och min hustru Sandy är ovanligt lyckligt i enkla vackra men opretentiösa omgivningar."

## Karriär och vetenskapligt arbete
Efter att ha lämnat skolan arbetade Lovelock på ett fotoföretag och studerade på Birkbeck College på kvällarna innan han antogs för att studera kemi vid University of Manchester, där han var elev till Nobelpristagaren professor Alexander Todd. På hans professors rekommendation fick han en tjänst i Medical Research Council, som arbetade med sätt att skydda soldater från brännskador. Hans studentstatus möjliggjorde tillfälligt uppskjutande av militärtjänsten under andra världskriget, men han registrerade sig som samvetsvägrare. Han övergav senare sin samvetsgranna invändning mot bakgrund av nazistiska grymheter och försökte ta värvning i de väpnade styrkorna, men fick höra att hans medicinska forskning var för värdefull för att värvningen skulle godkännas.
År 1948 avlade Lovelock sin doktorsexamen i medicin vid London School of Hygiene and Tropical Medicine. Han tillbringade de kommande två decennierna vid Londons National Institute for Medical Research. I USA har han forskat vid Yale, Baylor College of Medicine och Harvard University.
Lovelock har hela livet varit uppfinnare och har skapat och utvecklat många vetenskapliga instrument, varav några tagits fram för NASA:s  planetutforskningsprogram. Det var när han arbetade som konsult för NASA som Lovelock utvecklade Gaia-hypotesen, för vilken han är mest känd.
Lovelock har uppfunnit elektroninfångningsdetektorn, som i slutändan hjälpte till med upptäckten av CFC:ers uthållighet och deras roll i stratosfärisk ozonnedbrytning. Efter att ha studerat processen för jordens svavelcykel, utvecklade Lovelock och hans kollegor, Robert Jay Charlso, Meinrat Andreae och Stephen G. Warren CLAW-hypotesen som ett möjligt exempel på biologisk kontroll av jordens klimat.
Lovelock valdes till stipendiat i Royal Society 1974. Han tjänstgjorde som president för Marine Biological Association (MBA) från 1986 till 1990 och har varit hedersgästmedlem vid Green Templeton College, Oxford (tidigare Green College, Oxford), sedan 1994.
Som oberoende forskare, uppfinnare och författare arbetade Lovelock från ett ladugårdslaboratorium som han kallade sin "experimentstation" belägen i en trädbevuxen dal vid gränsen mellan Devon och Cornwall i sydvästra England.
Med utgångspunkt i forskning av Alfred C. Redfield och G. Evelyn Hutchinson formulerade Lovelock först Gaia-hypotesen på 1960-talet till följd av hans arbete för NASA som handlade om att upptäcka liv på Mars och hans arbete med Royal Dutch Shell. Hypotesen föreslår att levande och icke-levande delar av jorden bildar ett komplext interagerande system som kan betraktas som en enda organism. Uppkallad efter den grekiska gudinnan Gaia på förslag av romanförfattaren William Golding, postulerar hypotesen att biosfären har en reglerande effekt på jordens miljö som verkar för att upprätthålla livet.
Medan hypotesen lätt accepterades av många i miljöaktivistsamhället, har den inte blivit allmänt accepterad inom det vetenskapliga samfundet som helhet. Bland dess mest framstående kritiker var evolutionsbiologerna Richard Dawkins, Ford Doolittle och Stephen Jay Gould, en åsiktskonvergens bland en trio vars åsikter om andra vetenskapliga frågor ofta skilde sig åt. Dessa (och andra) kritiker har ifrågasatt hur naturligt urval som verkar på enskilda organismer kan leda till utvecklingen av homeostas i planetär skala.
Som svar på kritiken publicerade Lovelock tillsammans med Andrew Watson 1983 datormodellen Daisyworld, som postulerade en hypotetisk planet som kretsar kring en stjärna vars strålningsenergi långsamt ökar eller minskar. I det icke-biologiska fallet följer temperaturen på denna planet helt enkelt den energi som tas emot från stjärnan.

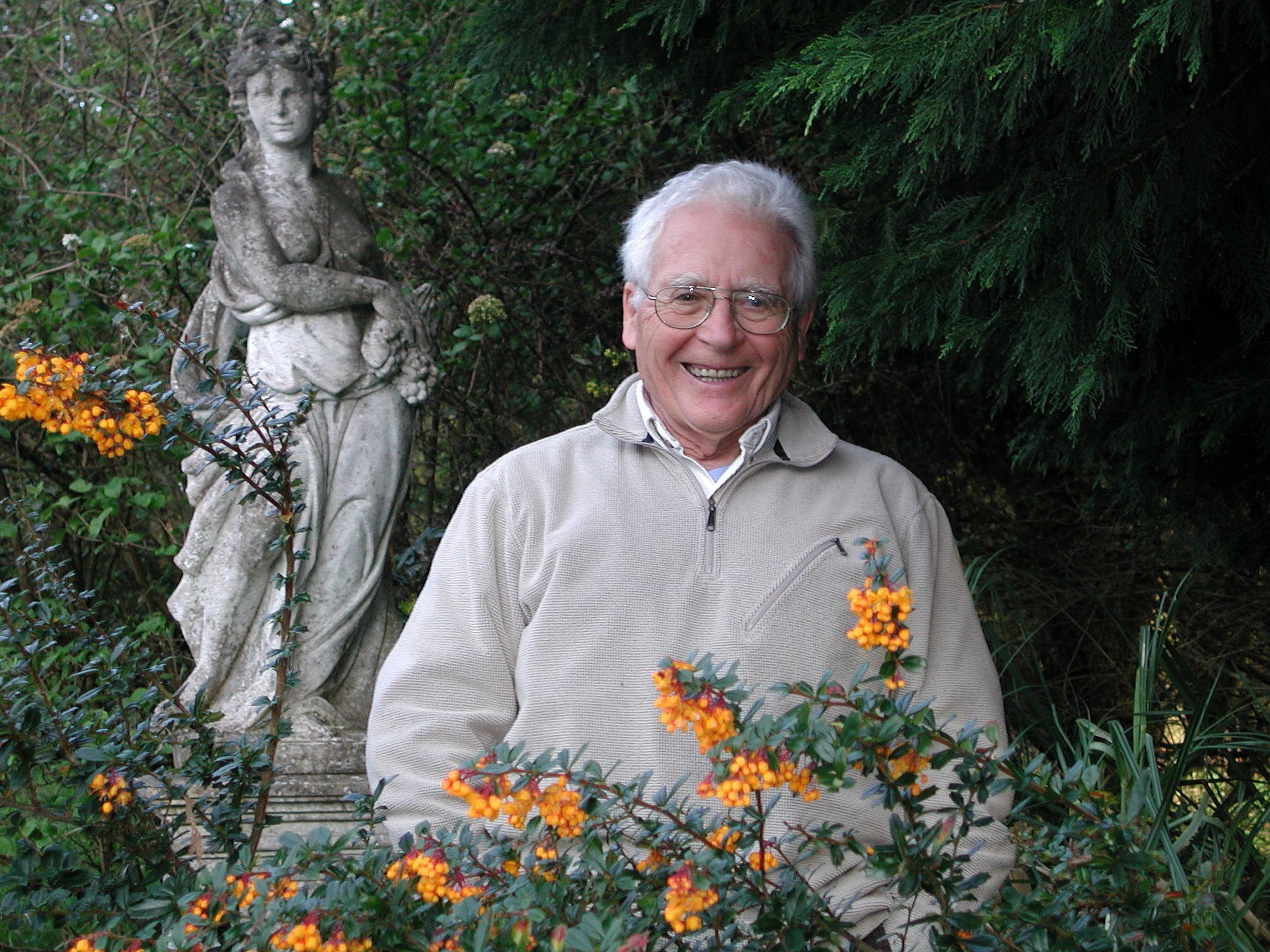
Lovelock år 2005

I sin bok från 2006, Gaias hämnd, hävdar Lovelock att bristen på respekt som människor har haft för Gaia, genom skadorna på regnskogar och minskningen av planetens biologiska mångfald, testar Gaias förmåga att minimera effekterna av tillsatsen av växthusgaser i atmosfären. Detta eliminerar planetens negativa återkopplingar och ökar sannolikheten för homeostatisk positiv återkopplingspotential i samband med skenande global uppvärmning.
Lovelocks oro för hotet om global uppvärmning från växthuseffekten gjorde att han 2004 orsakade en medial sensation när han bröt med många andra miljöaktivister genom att uttala att "bara kärnkraften nu kan stoppa den globala uppvärmningen". Enligt hans åsikt är kärnkraft det enda realistiska alternativet till fossila bränslen som har kapacitet att både uppfylla mänsklighetens storskaliga energibehov samtidigt som utsläppen av växthusgaser minskar. Han är öppen medlem av Environmentalists for Nuclear Energy.